# Millicent
Millicent, és una ciutat de l'estat australià d'Austràlia Meridional, situada a uns 399 quilòmetres al sud-est d'Adelaida, la capital de l'estat, i a uns 50 quilòmetres al nord del centre regional Mount Gambier. Segons el cens del 2011, la població era de 5.024.
A la ciutat hi ha el museu Millicent National Trust, la Millicent Library & Gallery, el Millicent Civic & Arts Center, el South East Family History Group i altres atraccions on solen anar els locals. Millicent també és a prop del parc de conservació de les coves de Tantanoola i del parc nacional de Canunda.
Molt a prop es troba el llac Bonney SE, on hi ha el parc de generadors eòlics més gran del sud d'Austràlia. Millicent també alberga un llac artificial, el llac McIntyre, que acull més de 50 espècies d'aus aquàtiques i limícoles. Es triga aproximadament 20 minuts a caminar al voltant del llac McIntyre.

## Història
Millicent es va fundar el 1870 després que es desenvolupés el municipi a la carena calcària al centre de les planes Millicent recentment drenades. Porta el nom de Millecent Glen (Short de soltera), esposa d’un dels primers pioners i filla del primer bisbe anglicà d’Adelaida, Augustus Short. El nom de la ciutat es va escriure malament i originalment havia de ser 'Millecent', però per un error del govern nom de la ciutat va ser 'Millicent'.
Millicent també alberga la fàbrica de paper Kimberly Clark Austràlia, que es troba a 10 km de la ciutat; és l'empresa més gran de la zona amb aproximadament 400 empleats. La fàbrica produeix línies de productes Kleenex, Cottonelle i Viva per als mercats australians i alguns d'ultramar. Millicent també és ben coneguda per la seva producció primària, que inclou molts cultius variats. La plantació de pins i eucaliptus blau cobreix grans extensions. També acull l’única planta de collita i processament d’algues al sud d’Austràlia.